# Coupe des nations de concours complet d'équitation 2012
Navigation
2013
La Coupe des nations de concours complet d'équitation 2012 (en anglais FEI Nations Cup Eventing 2012), est la 1re édition du nouveau circuit coupe des nations organisé par la FEI.

## Règlement
Chaque équipe est composée de 3 ou 4 cavaliers mais seuls les résultats des trois meilleurs comptent.
Nombre de points rapportées, par épreuve en fonction du classement :
- 1er : 11 points
- 2e : 9 points
- 3e : 8 points
- 4e : 7 points
- 5e : 6 points
- 6e : 5 points
- 7e : 4 points
- 8e : 3 points
- 9e : 2 points

Les 5 meilleurs résultats sur les 7 étapes comptent pour le classement général.

## Calendrier et résultats
| \| Fontainebleau Houghton Hall Strzegom Montelibretti Aix-la-Chapelle Boekelo \| Villes accueillant la coupe des nations de concours complet en 2012. |
| Fontainebleau Houghton Hall Strzegom Montelibretti Aix-la-Chapelle Boekelo                                                                            |

| Date                    | Lieu                               | Équipe vainqueur |
| ----------------------- | ---------------------------------- | ---------------- |
| 22 au 25 mars 2012      | Fontainebleau, France CICO-3*      | Allemagne        |
| 24 au 27 mai 2012       | Houghton Hall, Royaume-Uni CICO-3* | Royaume-Uni      |
| 1er juin au 3 juin 2012 | Strzegom, Pologne CICO-3*          | Allemagne        |
| 3 au 8 juillet 2012     | Aix-la-Chapelle, Allemagne CICO-3* | Allemagne        |
| 21 au 23 septembre 2012 | Montelibretti, Italie CICO-3*      | Royaume-Uni      |
| 11 au 14 octobre 2012   | Boekelo, Pays-Bas CICO-3*          | Allemagne        |

## Classement
|               | Équipe/Épreuve   | Points        | Points   | Points          | Points        | Points  | Points | Total |
| Fontainebleau | Équipe/Épreuve   | Houghton Hall | Strzegom | Aix-la-Chapelle | Montelibretti | Boekelo |        | Total |
| ------------- | ---------------- | ------------- | -------- | --------------- | ------------- | ------- | ------ | ----- |
| 1             | Allemagne        | 11            | 8        | 11              | 11            | -       | 11     | 52    |
| 2             | Pays-Bas         | 9             |          | 7               | 5             |         | 7      | 28    |
| 3             | France           | 8             | 6        |                 | 6             |         | 6      | 28    |
| 4             | Espagne          | 7             | 4        | 6               |               | 11      |        | 28    |
| 5             | Royaume-Uni      |               | 11       |                 | 9             |         | 6      | 26    |
| 6             | Nouvelle-Zélande |               | 7        |                 | 7             |         | 9      | 23    |
| 7             | Suède            |               |          | 8               | 8             |         | 2      | 18    |
| 8             | Suisse           |               |          | 9               |               | 8       |        | 17    |
| 9             | Australie        |               | 9        |                 | 4             |         |        | 13    |
| 10            | Italie           |               |          |                 |               | 9       | 3      | 12    |
| 11            | Pologne          |               |          | 5               |               |         |        | 5     |
| 12            | Brésil           |               | 5        |                 |               |         |        | 5     |
| 13            | États-Unis       |               |          |                 |               |         | 5      | 4     |
| 14            | Irlande          |               |          |                 |               |         | 4      | 4     |